# Puy de la Nugère
Le puy de la Nugère est un volcan de la chaîne des Puys, dans le Massif central. Situé près de Clermont-Ferrand et de Volvic, dans le Puy-de-Dôme, il est à l'origine de deux productions locales : l'eau de Volvic et la pierre de Volvic.

## Géographie

### Situation
Le puy de la Nugère est situé à une vingtaine de kilomètres au nord-ouest de Clermont-Ferrand, dans la partie ouest de la commune de Volvic, Puy-de-Dôme. Bien que d'autres petits cratères et maars existent plus au nord, c'est le plus septentrional des grands cratères de la chaîne des Puys.

### Topographie
Le puy de la Nugère n'est pas très élevé, avec 992 mètres de hauteur, bien qu'il se situe sur un plateau situé à 800 mètres d'altitude. Il est très large et complexe car composé de plusieurs cônes emboîtés, dus aux différentes éruptions. Son cratère principal a environ 82 mètres de profondeur ; il est égueulé vers l'est.

### Géologie
Le puy de la Nugère est composé de plusieurs anneaux de cendres, cônes éruptifs de type strombolien et anciennes coulées volcaniques, ainsi que d'un lac de lave refroidi. Les laves émises ont varié des basaltes aux trachytes.
Le volcan présente un cratère égueulé dont le fond a été occupé par un ancien lac de lave temporaire, constitué de trachy-andésites, dont les restes refroidis atteignent par endroits 40 m d'épaisseur.
La zone de l'égueulement a donné naissance à quatre cônes de type strombolien ayant émis des laves ; on peut encore distinguer sur le flanc est les restes en partie enfouis de deux autres cônes plus anciens qui, outre du basalte et des cendres trachytiques, émirent aussi des fragments de socle cristallin fracassés et expulsés au cours de leur première phase d’activité, très explosive.
Les six coulées de lave se sont toutes écoulées dans la vallée située à l'est du volcan. Empilées les unes sur les autres, elles sont séparées par des couches de cendres et de pouzzolanes. Les deux plus anciennes sont des trachy-basaltes gris sombre, compacts. Ils contiennent des phénocristaux de moins de 3 mm d'olivine, de pyroxène (augite) et de bytownite, feldspath plagioclase constitué d'un mélange d’albite et d'anorthite pour un ratio allant de 10/90 à 30/70. Ces trachybasaltes contiennent aussi des microlithes de ces mêmes minéraux, ainsi que du verre volcanique. Les deux coulées d’âge intermédiaire sont des basaltes gris, assez compacts, contenant des phénocristaux d'augite pouvant atteindre 5 mm, mais aussi de l'olivine et de la bytownite. On peut de plus observer au microscope des microlithes de ces mêmes minéraux, mais aussi de petites aiguilles d'apatite. Cette roche contient davantage de phénocristaux et de microlithes que de verre volcanique. Les deux plus récentes sont composées d'une trachy-andésite parfois fautivement appelée « andésite de Volvic » ou « pierre de Volvic ». C'est une roche grise, rendue presque ponceuse par la présence de nombreuses petites vacuoles de forme irrégulière. Elle ne contient presque pas de phénocristaux ; les rares cristaux visibles à l'œil nu sont une amphibole, la hornblende, et un feldspath plagioclase, l'andésine, mélange d'albite et d’anorthite pour un ratio allant de 50/50 ou 70/30. Au microscope, on distingue deux générations de microlithes : entre les micro-cristaux des deux minéraux précédemment cités se trouvent de très petits microlithes de feldspaths alcalins, notamment d'oligoclase, et de pyroxènes, entourés d'un verre clair.

## Histoire

### Histoire géologique
L'étude des différentes productions volcaniques a permis de retracer l'histoire éruptive de ce volcan :
- étape « ancienne Nugère » : deux cônes stromboliens très explosifs apparaissent et émettent des projections de trachytes, puis de trachy-andésites, mêlées à des fragments du socle cristallin ;
- étape « grande Nugère » : un grand cône strombolien apparaît en recouvrant partiellement les deux précédents. Il émet les quatre premières coulées de lave (trachy-basaltes puis basaltes) ;
- étape « nouvelle Nugère » : un anneau de cendres est produit au cours d'une phase explosive et recouvre la partie ouest de la Nugère. Dans le cratère nouvellement formé s'installe un lac de lave, qui finit par déborder un peu à l'est et au nord puis par se solidifier ;
- étape « puy de la Louve » : à l'emplacement de l'ancien lac de lave apparaissent quatre cônes stromboliens, dont le puy de la Louve. Ils émettent les deux dernières coulées de lave, des trachy-andésites qui constituent, selon les connaissances actuelles, les dernières manifestations volcaniques certaines de ce volcan. Une étude de la pierre de Volvic a permis de tenter une datation de cette dernière phase éruptive grâce à la méthode de thermoluminescence des plagioclases : le résultat alors obtenu était de 10 900 ans BP ± 1 200 ans[4]. Certains téphras retrouvés dans le Cézallier, notamment celui dénommé « téphra 4 de la Godivelle-Nord » (La Godivelle étant une commune située à une cinquantaine de kilomètres au sud du pic de la Nugère), sont communément attribués à l'activité terminale du pic de la Nugère. Le téphra T4 est daté de 10 300 ans BP, ce qui est compatible avec les résultats obtenus sur la coulée de lave de Volvic[5].

### Histoire récente
La Nugère fut, en 1751, la première « montagne » d'Auvergne à être reconnue comme un volcan par Jean-Étienne Guettard. Cela mena ce dernier à émettre le 10 mai 1752 l'hypothèse que les monts d'Auvergne, c'est-à-dire les puys, pourraient être d'anciens volcans éteints.

## Exploitation

### Carrière de pierres
Ce puy est célèbre pour ses coulées de trachy-andésite appelée « pierre de Volvic ». Ce matériau sert de pierre à bâtir au moins depuis le XIIIe siècle, notamment pour la construction de la basilique Saint-Amable de Riom, puis de la cathédrale Notre-Dame-de-l'Assomption de Clermont. Elle a aussi servi à construire tous les vieux hôtels particuliers de la ville de Riom et la préfecture de Clermont-Ferrand, ainsi que de nombreux bâtiments et châteaux des environs. Elle a aussi servi au XIXe siècle à réaliser les dalles des trottoirs de la ville de Paris.
Au XIXe siècle, les tables d'orientation, les plaques de rues, étaient en lave de Volvic émaillée, les anciens panneaux de signalisation Michelin également en raison de la proximité avec Clermont-Ferrand, siège des usines Michelin. De nos jours, la pierre de Volvic n'est plus guère utilisée que pour faire des monuments funéraires.

### Eau minérale
Un sondage effectué dans une des coulées du volcan a permis d'atteindre à 60 mètres de profondeur l'eau de l'ancienne vallée. En 1927 fut creusée une galerie de 750 m de long afin de capter le cours d'eau souterrain. Les eaux issues de la galerie du Goulet sont gérées par le Syndicat mixte des utilisateurs d'eau de la région de Riom (SMUERR) et alimentent le réseau en eau potable de plusieurs communes aval dont la ville de Volvic. Des forages situés au niveau du Goulet captent aussi les eaux de la nappe et les eaux ainsi captées sont mises en bouteille et commercialisées par la Société des eaux de Volvic. Sur les étiquettes pour cette eau, on voyait la photo d'un autre volcan célèbre de la chaîne des Puys, le puy de Pariou, mais ce n'est plus le cas pour des problèmes de droit à l'image[réf. nécessaire].